# Anouk Raes
Anouk Raes (Ukkel, 30 december 1988) is een Belgisch hockeyer.

## Levensloop
Ze speelt voor Royal Pingouin HC te Nijvel als verdediger. Met de Belgische vrouwenhockeyploeg plaatste ze zich voor de Olympische Zomerspelen 2012. Op het WK in Londen in 2018 liep ze een blessure op. Na lange tijd aanvoerder te zijn bij de Red Panthers besliste ze in 2019 om te stoppen met haar internationale carrière. In 2020 werd ze coach van de damesploeg van Pingouin.
Raes is studente maatschappelijk werkster aan het Cardijninstituut te Louvain-la-Neuve.